# Виннебаго (народ)
Виннебаго (хо-чанк) — индейский народ группы сиу, в доконтактный период обитавший на территории современного штата Висконсин, США, около озера Мичиган (в районе залива Грин-бэй).
В настоящее время обитают на территории штатов Висконсин и Небраска (резервация Уиннебейго). Общая численность в настоящее время — более 12 тысяч человек. Основные традиционные занятия — охота, собирательство, ручное земледелие (кукуруза), рыболовство. Традиционная социально-политическая организация характеризовалась племенной организацией с дуальной политической структурой («мирные» и «военные» институты) и ритуальными обществами. В настоящее время делятся на два «племени»: хо-чанк в штате Висконсин и виннебаго в штате Небраска. Традиционно были характерны промысловые и земледельческие культы, шаманизм; в настоящее время христианизированы.

## Галерея
- Женщины племени
- 1909 год
- Индейцы Виннебаго
- Девушка народа Виннебаго в традиционном костюме (XIX век)